# Estadi Ciutat de Nairobi
L'Estadi Ciutat de Nairobi o Nairobi City Stadium és un estadi esportiu de la ciutat de Nairobi, a Kenya.
L'estadi fou conegut amb el nom Estadi Africà (African Stadium), i més tard Estadi Donholm Road i Estadi Jogoo Road quan Kenya esdevingué independent el 1963, abans d'adoptar el nom actual. Fou el principal estadi de Nairobi fins als anys vuitanta, quan es construí l'Estadi Nacional Nyayo i el Moi International Sports Centre.
És la seu de clubs com Gor Mahia FC, Kariobangi Sharks FC, Kenya Commercial Bank SC o Mahakama FC. La seva capacitat és per a 15.000 espectadors.
Pel que fa a l'atletisme, en aquest estadi s'hi va disputar el meeting internacional Jomo Kenyatta l'any 1979, amb la participació d'atletes com Edwin Moses, Alberto Salazar i Henry Rono.